# Озимек (станция)
Озимек (пол. Ozimek) — пассажирская и грузовая железнодорожная станция в городе Озимек, в Опольском воеводстве Польши. Имеет 1 платформу и 2 пути.
Станция положенная на железнодорожной линии Ополе — Тарновске-Гуры, построена в 1858 году, когда город Озимек (нем. Malapane, Малапане) был в составе Королевства Пруссия.